# Josep Seguer
Josep Seguer Sans (Parets del Vallès, 6 de maio de 1923 — Reus, 1 de janeiro de 2014) foi um futebolista e treinador de futebol espanhol.

## Carreira de jogador
Como jogador, Seguer atuava como lateral-direito, tendo sido revelado no CF Parets, time de sua cidade natal, de onde seguiria para as categorias de base do Barcelona em 1940.
Em 1942, foi promovido ao time principal, e no mesmo ano foi emprestado ao Granollers, atuando por um ano. De volta aos Blaugranas em 1943, tornou-se titular da lateral-direita no time que conquistou 14 títulos (entre eles, cinco vezes campeão de La Liga, quatro delas consecutivas). Até 1957, foram 215 jogos e 38 gols marcados. Foi ele, inclusive, o autor do primeiro gol do Barça em torneios europeus.
Ainda em 1957, deixou o Barcelona para defender o Betis, onde jogou por duas temporadas. Voltaria à Catalunha em 1959, desta vez para atuar pelo Manresa, encerrando sua carreira em 1961, aos 38 anos, acumulando a função de jogador-treinador.

## Como técnico
Antes de encerrar a carreira de jogador, Seguer estrearia como treinador no Betis, em 1959, quando ainda era atleta profissional.
Sua primeira experiência como técnico em tempo integral foi no time de amadores do Barcelona, em 1961. Comandaria ainda o time principal em 1969 e o Barcelona B entre 1970 e 1972. Comandou ainda Villarreal, Terrassa, Lleida, Figueres, Gavà, Tortosa, Júpiter, Condal e La Cava.
Sua trajetória dentro do futebol encerrou-se oficialmente em 1983, após treinar o Reus Deportiu. 

## Seleção
Embora vivesse boa fase no Barcelona, Seguer teve poucas oportunidades na Seleção Espanhola: disputou apenas quatro partidas pela Fúria, todas em 1952. Dois anos antes, havia realizado um jogo pela Seleção da Catalunha.

## Morte
Seguer faleceu na cidade de Reus, aos noventa anos de idade. A causa de sua morte não foi divulgada.

## Títulos
Barcelona
- La Liga: 1944–45, 1947–48, 1948–49, 1951–52, 1952–53
- Copa do Generalíssimo (atual Copa do Rei): 1951, 1952, 1952–53
- Copa Eva Duarte: 1945, 1948, 1952, 1953
- Copa Latina: 1949, 1952

Betis
- Segunda Divisão Espanhola: 1957–58